# Schloss Monrepos (Neuwied)

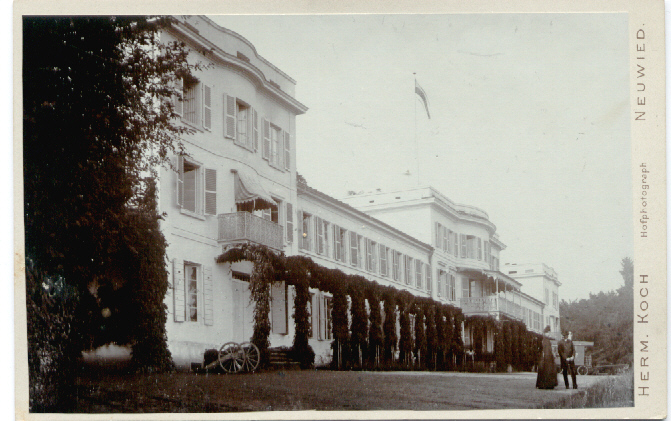
Schloss Monrepos vor 1918

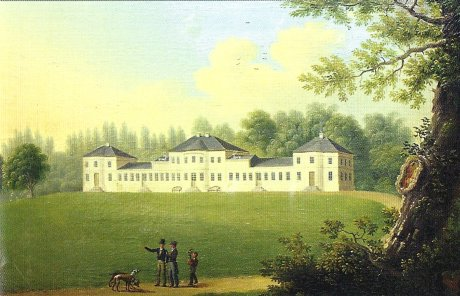
Schloss Monrepos, um 1826, Gemälde von Johann Baptist Bachta

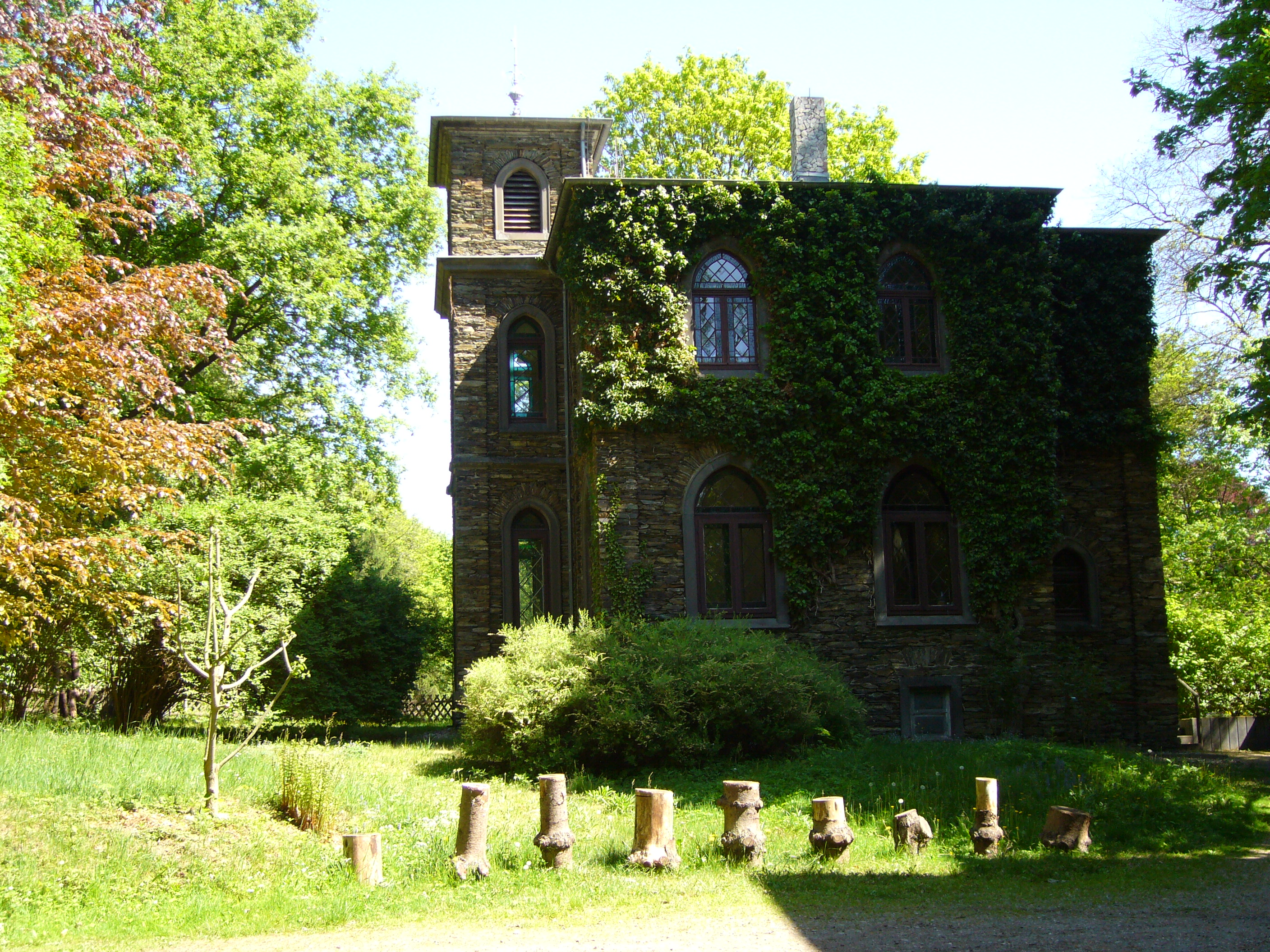
Küchenhaus des Schlosses und Kapelle

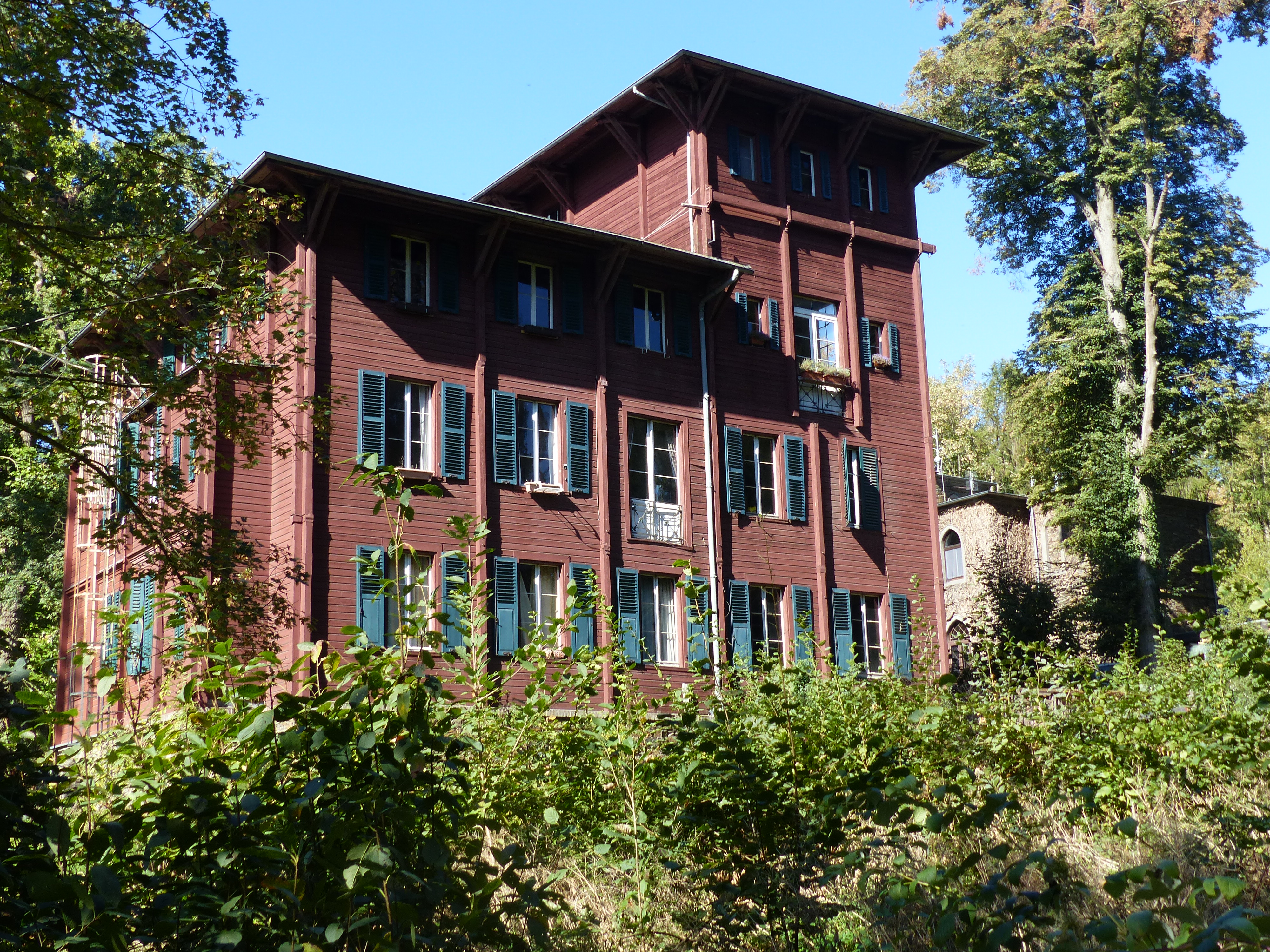
Schwedenhaus, ehemaliges Gästehaus

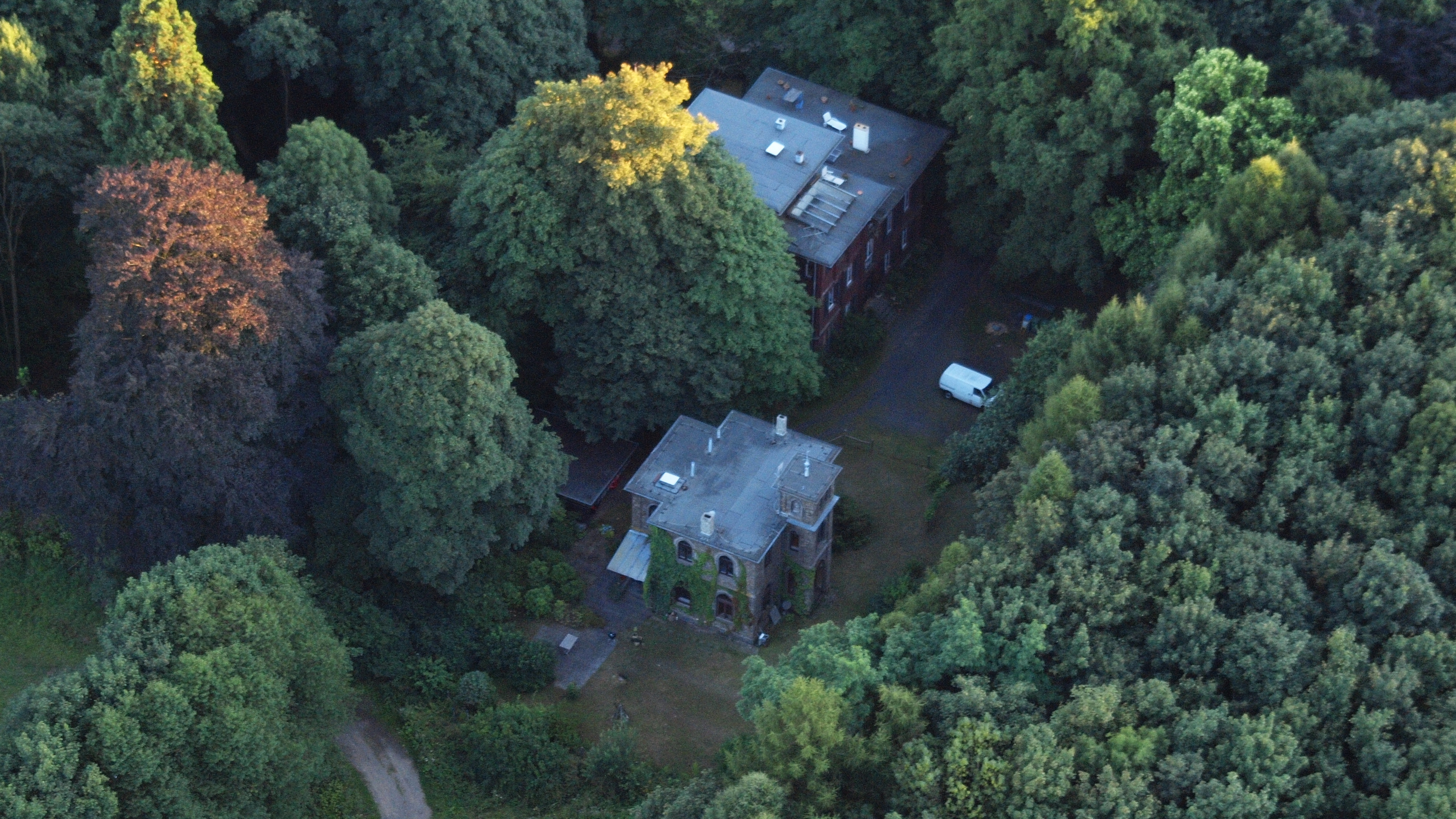
Schloss Monrepos – Küchenhaus und Schwedenhaus

Das Schloss Monrepos war ein barockes Schloss der Fürsten zu Wied in Neuwied. Zuerst trug es den französischen Namen „Montrepos“ (dt. „Bergruhe“), später wurde daraus, dem Zeitgeist folgend, „Monrepos“ (dt. „Meine Ruhe“). Es wurde in der Zeit von 1757 bis 1762 im Auftrag von Graf Alexander von Wied-Neuwied in der Nähe der Hanhöfe oberhalb der Stammburg Altwied durch Behagel von Adlerskron aus Frankfurt erbaut und diente im 19. Jahrhundert als Sommersitz der fürstlichen Familie. Um das Schloss waren kunstvolle, spielerisch gestaltete Gartenanlagen mit kleinen Einsiedeleien angelegt.

## Architektur
In seinem Ursprung war das Schloss ein langgestrecktes, durch insgesamt 31 Fensterachsen gegliedertes Bauwerk mit Flachdach und jeweils links, in der Mitte und rechts mit zweistöckigen Bauten verbunden. Alle drei waren in der Mitte leicht vorgewölbt, die Dachbrüstung mit Statuen, Vasen und Wappen geschmückt.
Um 1844/45 erhöhte man den gesamten Bau um ein Stockwerk. Die nun dreistöckigen Mittel- und Eckbauten erhielten Balkonvorbauten. Das gesamte Schloss erhielt einen schneeweißen Anstrich und hob sich nun auch aus der Ferne gut gegen den dunklen Wald ab. Im Volksmund hieß es auch das „Weiße Schloss“.
Nahe beim Schloss befinden sich der fürstlich-wiedische Waldfriedhof, der Carmen-Sylva-Ruheplatz, das sogenannte Küchenhaus, der Marstall von 1890, das Forst- und Wohnhaus und der allererste Marstall, auch Backeshaus genannt. Alle Gebäude waren bewohnt. Im Jahr 1795 wurde wegen des Ersten Koalitionskrieges die Neuwieder Knabenanstalt der Brüdergemeine nach Monrepos verlegt.
Am 23. Dezember 1843 wurde Prinzessin Elisabeth zu Wied auf Schloss Monrepos geboren und wuchs dort auf. Später wurde sie unter dem Namen Carmen Sylva als Dichterin und Königin von Rumänien bekannt.
Zwischen den Weltkriegen des 20. Jahrhunderts wurde das Schloss kaum benutzt, blieb schließlich ganz leer und verfiel mit der Zeit. Da die Unterhaltungskosten für das Schloss zu hoch waren und sich kein Interessent fand, veranlasste der damalige Eigentümer Friedrich Wilhelm Fürst zu Wied mit staatlicher Genehmigung dessen Niederlegung am 30. April 1969 durch die Freiwillige Feuerwehr Niederbieber mittels 100 Liter Benzin und 300 Liter Rohöl.

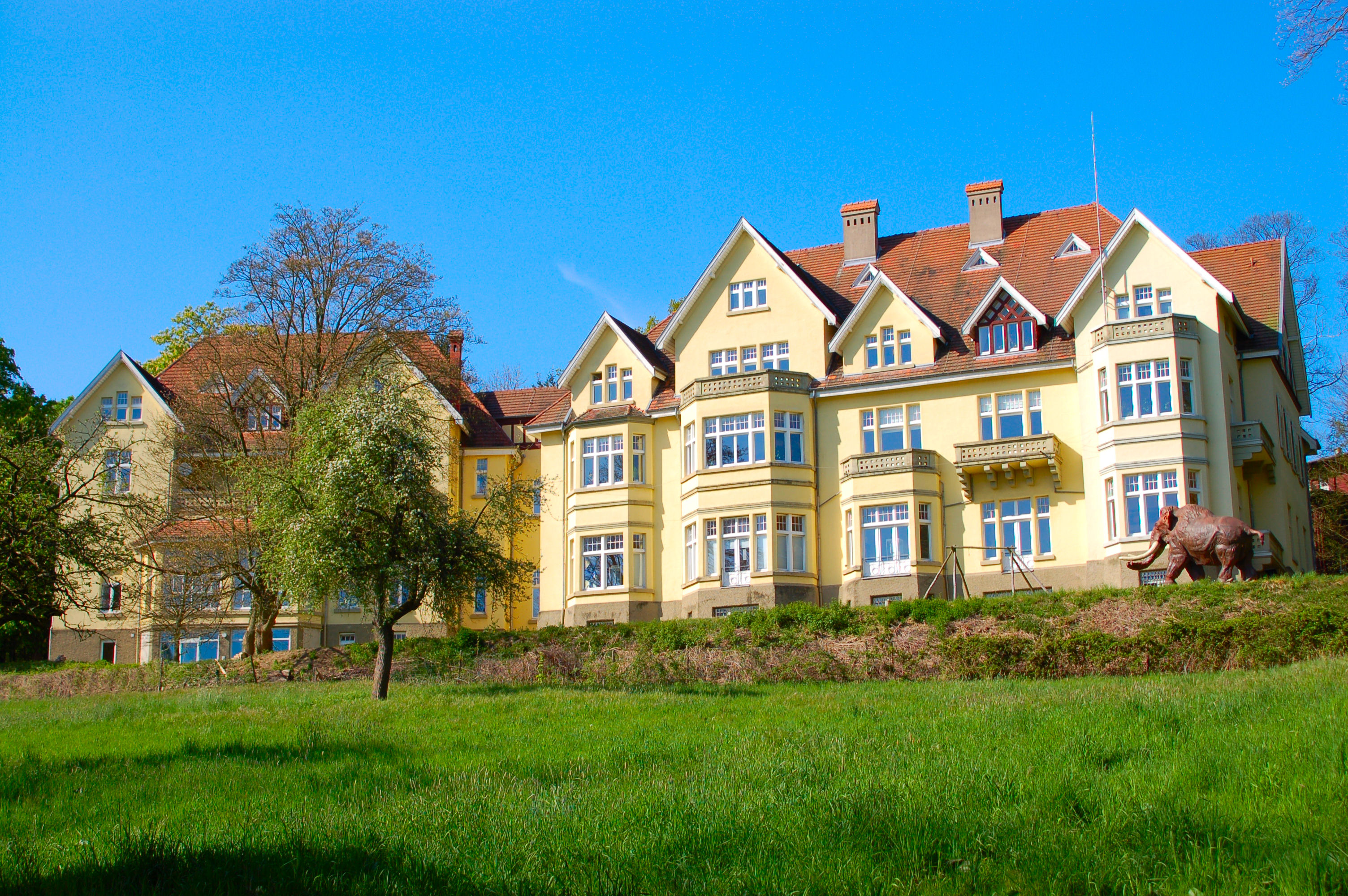
Villa „Waldheim“ (auch „Palais der Prinzessinnen“ genannt). Seit 1986 Sitz des „Archäologischen Forschungszentrums und Museums für menschliche Verhaltensevolution MONREPOS“

## Schwedenhaus
Das Schwedenhaus wurde 1888 im skandinavischen Holzbaustil für den schwedischen Kronprinzen und späteren König Gustav V. als Jagdhaus gebaut. 1981 wurde darin die ehemalige Forschungsstelle Altsteinzeit des Römisch-Germanischen Zentralmuseums (heute: Monrepos Archäologisches Forschungszentrum und Museum für menschliche Verhaltensentwicklung) eingerichtet, die 1988 ins „Waldheim“ umsiedelte.

## Waldheim Monrepos
1909 wurde in unmittelbarer Nähe von Schloss Monrepos die Villa „Waldheim“ (auch „Palais der Prinzessinnen“ genannt) errichtet. Es war der Wohnsitz der Witwe des Fürsten Wilhelm zu Wied und ihrer Kinder Prinzessin Elisabeth und Prinzessin Luise. Nach Luises Tod 1965 blieb das Haus unbewohnt.
1979 wurde dort die 24-stündige Polizeiübung „Loreley“ mit über 400 Polizisten durchgeführt. Das war die bis dahin größte Übung der Polizei seit Bestehen der Bundesrepublik. Ab 1986 wurde das Palais zum Museum umgebaut und 1988 als Eiszeitmuseum Monrepos eröffnet.

## Segenhaus
Bevor man zum Parkplatz gelangt, geht es links ab zur ehemaligen Skihütte Monrepos. Vor dem schmiedeeisernen Eingangstor mit den Initialen S H, für „Segenhaus“, steht noch ein altes Pförtnerhaus und etwas weiter ein anderes Haus, das sogenannte Amselheim, das auch noch zu der Schlossanlage gehörte. Das Segenhaus, der Name geht auf das Dorf Segendorf zurück, war eine Villa im Stil einer italienischen Landvilla. Das Haus war von 1872 bis 1902 der Witwensitz der Fürstin Marie zu Wied, der Mutter von Carmen Sylva. Diese wohnte hier während ihrer Verbannung von 1892 bis 1894 und auch, wenn sie Deutschland besuchte. Auch die niederländische Königin Emma, eine Nichte der Fürstin Marie, kam gern zur Erholung ins Segenhaus. Nach Plänen der Fürstin und Carmen Sylvas sollte aus dem Haus ein Musenhof für Künstler aus aller Welt werden.
Da die Erben in der Inflationszeit viel Geld verloren hatten, konnte das Haus nicht erhalten werden und verfiel allmählich. 1971 wurde die Ruine bei einer Bundeswehrübung eingeebnet. 
In dem Wald rund um Monrepos sind exotische Bäume angepflanzt, die Prinz Maximilian zu Wied von seinen Forschungsreisen mitgebracht hatte.
Heute befindet sich im Palais der Prinzessinnen das Monrepos Archäologisches Forschungszentrum und Museum für menschliche Verhaltensentwicklung. Der an das Prinzessinnenhaus schräg angebaute Teil wurde „Dachsbau“ genannt.